# Karen Böhne
Karen Böhne (* 3. Oktober 1963 in Saarbrücken) ist eine deutsche Schauspielerin. Sie wurde vor allem durch ihre Hauptrollen in den Fernsehserien Hinter Gittern – Der Frauenknast und Alphateam – Die Lebensretter im OP bekannt.

## Leben
Karen Böhne absolvierte ihre Schauspielausbildung in Düsseldorf, wo sie am Schauspielhaus auch ihre ersten Auftritte hatte.
In Frankfurt am Main spielte sie 1981 und 1982 die Rolle der Penthesilea im gleichnamigen Drama von Heinrich von Kleist. Nach einem Gastspiel am Theater an der Basilika (Hamburg) wechselte sie zur Berliner Volksbühne und kam Anfang der 1990er Jahre auch zu ersten Rollen in deutschen Fernsehproduktionen. In ihrem ersten Fernsehfilm spielte sie 1990 in My Lovely Monster ein Dienstmädchen.
Die erste Hauptrolle in einer deutschen Fernsehserie hatte Böhne ab 1997 im Alphateam als 'Dr. Heidi Schaller'. In der Serie Hinter Gittern – Der Frauenknast spielte sie ab 1999 mit Unterbrechungen die Rolle der Anstaltsleiterin 'Eva Baal', im März 2006 stieg sie aus der Serie aus.
Seitdem spielte sie in Filmen wie Jugend ohne Gott, So viel Zeit, Fernsehfilmen wie Liebe ist unberechenbar, Donna Leon – Das goldene Ei, Flucht durchs Höllental, Der Feind meines Feindes und Serien wie WaPo Duisburg und Tonis Welt.
Böhne ist mit dem Schauspieler Armin Rohde liiert.

## Filmografie (Auswahl)
- 1982: Eine Zeitlang, es begann in Rom
- 1987: Der fahrende Schüler
- 1990: My lovely Monster
- 1992: Bonigs Bonbons
- 1994: Das Haus auf dem Hügel
- 1996: Die Männer vom K3
- 1997: Großstadtrevier
- 1997–1999: Alphateam – Die Lebensretter im OP (Fernsehserie, 88 Folgen)
- 1998: Hallo, Onkel Doc!
- 1998: Anja, Bine und die Totengräber
- 1999: Die Cleveren
- 1999–2006: Hinter Gittern – Der Frauenknast
- 2001: Über Wasser
- 2001: SOKO 5113
- 2001: Praxis Bülowbogen
- 2002: Die Wache
- 2002: SK Kölsch
- 2003: Der kleine Mönch
- 2003: Der Typ
- 2004: Eine zweimalige Frau
- 2005: Im Namen des Gesetzes
- 2005: Unser Charly
- 2005: Die Wache
- 2005: Lange Flate Ballaer
- 2005: Max und Moritz Reloaded
- 2007:  Wilsberg – Unter Anklage
- 2007: Ein starkes Team – Unter Wölfen
- 2007: Der Staatsanwalt – Erzfeinde
- 2008: Hausmeister Krause – Ordnung muss sein
- 2011: Visus – Expedition Arche Noah
- 2012: Notruf Hafenkante – Das 1 x 1 des guten Tons
- 2013: SOKO Wismar – Tod auf See
- 2013: Der Rücktritt
- 2015: Verbotene Liebe
- 2016: Alles Klara – Adalmars Fluch
- 2016: Donna Leon – Das goldene Ei
- 2017:  Jugend ohne Gott
- 2018: Die Heiland – Wir sind Anwalt – Verlorene Unschuld
- 2018: Stralsund – Waffenbrüder
- 2018: So viel Zeit
- 2018: Milk & Honey – Zeichen ändern Dich
- 2018: SOKO Wismar: Mundraub
- 2018: Flucht durchs Höllental
- 2019: SOKO Stuttgart: Das zweite Gesicht
- 2021: Liebe ist unberechenbar (Fernsehfilm)
- 2021: Heldt – An’ne Bude
- seit 2022: WaPo Duisburg
- 2022: Der Feind meines Feindes (Fernsehfilm)
- 2022: Tonis Welt
- 2022: Malibu – Camping für Anfänger (Fernsehreihe)
- 2022: SOKO Köln: Eingeschüchtert
- 2023: Malibu – Schwesterherzen (Fernsehreihe)
- 2023: Rosamunde Pilcher – Amys Wunschkind (Fernsehreihe)
- 2025: SOKO Stuttgart – Hinter verschlossenen Türen